# Анархизм в Испании
Анархизм в Испании исторически получал большую поддержку и влияние, особенно до победы Франциско Франко в гражданской войне в Испании в 1936—1939 годах, тогда он играл активную политическую роль и считается концом золотого века классического анархизма.
В Испании было несколько вариантов анархизма: экспроприационный анархизм в период, предшествовавший конфликту, крестьянский анархизм в сельской местности Андалусии; городской анархо-синдикализм в Каталонии, особенно в её столице Барселоне; и то, что иногда называют «чистым» анархизмом в других городах, таких как Сарагоса. Однако это были дополнительные траектории, имевшие много идеологических сходств. В начале успех анархического движения был спорадическим. Анархисты организуют забастовку, и ряды начинают расти. Как правило, репрессии со стороны полиции снова сокращают численность, но в то же время ещё больше радикализируют многих бастующих. Этот цикл помог привести к эпохе взаимного насилия в начале XX века, когда вооруженные анархисты и pistoleros, вооруженные люди, которым платили владельцы компаний, обе стороны были ответственны за политические убийства.
В XX веке это насилие начало угасать, и движение набирало обороты с ростом анархо-синдикализма и созданием огромного либертарного профсоюза, Confederación Nacional del Trabajo (CNT). Всеобщие забастовки стали обычным явлением, и значительная часть испанского рабочего класса приняла анархические идеи. Также появилось небольшое индивидуалистическое анархическое движение, основанное на таких публикациях, как Iniciales и La Revista Blanca. Federación Anarquista Ibérica (FAI, Иберийская анархическая федерация) была создана как чисто анархическая ассоциация с намерением сосредоточить CNT на принципах анархизма.
Анархисты играли центральную роль в борьбе против Франциско Франко во время гражданской войны в Испании. В то же время в Испании распространилась далеко идущая социальная революция, где земли и фабрики были коллективизированы и контролировались рабочими. Все оставшиеся социальные реформы завершились в 1939 году победой Франко, казнившего тысячи анархистов. Сопротивление его правлению никогда полностью не исчезало, поскольку террористы участвовали в диверсиях и других прямых действиях после войны и совершали несколько покушений на жизнь правителя. Их наследие остается важным и по сей день, особенно для анархистов, которые рассматривают свои достижения как исторический прецедент действия анархизма.

## История

### Истоки
В середине XIX века революционные идеи были совсем неизвестны в Испании. Наиболее близкими по духу к анархическому движению были последователи Пьера-Жозефа Прудона, известные как федералисты, самым известным из которых был Франсиско Пи-и-Маргаль (которого после его смерти назвали «самым мудрым из федералистов, почти анархистом», мыслителем-анархистом Рикардо Мелла). Рамон де ла Сагра был учеником Пьера-Жозефа Прудона и основал первый в мире анархистский журнал El Porvenir, который был опубликован в течение короткого времени в Галисии. Чувства, позже связанные с анархизмом, такие как антиклерикализм и недоверие к правительству, были широко распространены, но являлись частью не целенаправленного мировоззрения. В некоторых частях страны были крестьянские волнения. Но это скорее было обусловлено обстоятельствами, чем какими-либо политическими движениями. То же самое было в городах; задолго до того, как рабочие познакомились с анархо-синдикализмом, между работниками и их работодателями происходили всеобщие забастовки и другие конфликты.
Самая ранняя успешная попытка ввести анархизм в испанские массы была предпринята в 1868 году. Революционер средних лет по имени Джузеппе Фанелли приехал в Испанию во время путешествия, которое было запланировано Михаилом Бакуниным, чтобы набрать членов для Первого Интернационала, международной организации, которая стремилась объединить группы, работающие на благо рабочего класса, в которой позднее стали доминировать марксисты.
Фанелли говорил по-французски и по-итальянски, поэтому присутствующие могли понимать только кусочки того, что он говорил, за исключением одного человека, Томаса Гонсалеса Морагу, который знал французский. Эффект, однако, был таким же. Ансельмо Лоренсо рассказывает о его ораторском искусстве: «Его голос имел металлический тон и был восприимчив ко всем изгибам, соответствующим тому, что он говорил, быстро переходя от акцентов гнева и угроз направленных против тиранов и эксплуататоров, брал на себя страдания, сожаление и утешение … мы могли понять его выразительную мимику и следовать его речи.» Эти рабочие, жаждущие чего-то большего, чем смягчённого радикализма того времени, стали ядром испанского анархического движения, быстро распространившего «идею» по всей Испании. Угнетенные и маргинализированные рабочие классы были очень восприимчивы к анархистским идеям, призывающие нападать на институты, которые они воспринимали как репрессивные, а именно на государство с его коррупцией и жестокостью, капитализм с его огромным разрывом между нищетой и богатством, а также против чрезвычайно мощного и принудительного института организованной религии.
Глава Первого Интернационала вскоре появился в Мадриде. Несколько преданных анархистов, которые впервые представили «идею» Фанелли, начали проводить собрания, произносить речи и привлекать новых последователей. К 1870 году мадридский отдел Интернационала принял около 2000 членов.
Анархизм получил гораздо больше последователей в Барселоне, ставшие оплотом пролетарского восстания, луддизма и профсоюзного движения. В конце 1860-х годов уже воинствующий рабочий класс, познакомился с философией анархизма. В 1869 году в Барселоне был создан отдел Интернационала.
Эти центры революционной деятельности продолжали распространять идеи через речи, дискуссии, встречи и в своей газете La Solidaridad (русский перевод: Солидарность). Вскоре анархизм пустил корни по всей Испании, в деревнях и в городах, а также во множестве автономных организаций. Многие из сельских «pueblos» в то время были уже анархичны по структуре ещё до распространения «анархистских» идей.
Важным событием в эти годы стал Конгресс 1870 года в Барселоне, где собрались делегаты из 150 рабочих ассоциаций, а также тысячи простых рабочих, которые наблюдали («занимая каждое место, заполняя коридоры и выплескиваясь за вход», согласно Мюррею Букчину). Испанская секция Интернационала была переименована в «Испанская региональная федерация» (также известная как просто Испанская федерация), и были обсуждены планы будущей организации. Конгресс имел явный анархистский характер, несмотря на присутствие не анархических членов Интернационала из других европейских стран. На него с презрением смотрели основная пресса и существующие политические партии, поскольку Конгресс открыто атаковал политический процесс как незаконное средство перемен и предвещал будущую власть синдикалистских профсоюзов, таких как CNT.
Социалисты и либералы в испанской федерации стремились реорганизовать Испанию в 1871 году в пять торговых секций с различными комитетами и советами. Многие анархисты в группе чувствовали, что это противоречит их вере в децентрализацию. Наступил год конфликта, когда анархисты воевали с «авторитарными» внутри Федерации и в конце концов изгнали их в 1872 году. В том же году Михаил Бакунин был изгнан из Интернационала марксистами, которые составляли большинство. Анархисты, видя враждебность предыдущих левых союзников, изменили характер своего движения в Испании. Испанская федерация теперь стала децентрализованной, зависимой от действий рядовых работников, а не бюрократических советов; группа, построенная в соответствии с анархистскими принципами.

### 1873—1900 годы
В районе Алькой рабочие бастовали в 1873 году за восьмичасовой рабочий день после существенно мощной агитации со стороны анархистов. Конфликт обернулся насилием, когда полиция открыла огонь по безоружной толпе, в результате чего рабочие в ответ начали штурм мэрии. Десятки были убиты с каждой стороны. Пресса выдумывает сенсационные истории о зверствах, которые никогда не совершались: распятые священники, мужчины, облитые бензином и подожженные, и т. д.
Правительство быстро пошло на подавление испанской федерации. Залы заседаний были закрыты, члены заключены в тюрьму, публикации запрещены. Примерно в начале XX века пролетарский анархизм оставался относительно грубым в Испании.
Однако анархистские идеи все ещё оставались популярными в сельской местности, где нищие крестьяне вели длительную серию неудачных восстаний в попытках построить «либертарный коммунизм». В течение 1870-х годов Испанская федерация привлекала всё больше своих членов из крестьянских районов Андалусии после падения численности городского населения. В начале 1870-х годов в Кордове был сформирован отдел Интернационала, который стал необходимой связью между городскими и сельскими движениями.
Эти небольшие успехи были в значительной степени предотвращены государственными репрессиями, которые к середине 1870-х годов заставили все движение уйти в подполье. Испанская федерация исчезла, и обычное профсоюзное движение на некоторое время стало заменять революционные действия, хотя анархисты оставались в изобилии, и их идеи не были забыты; либеральный характер этого периода, возможно, был вызван отчаянием, а не отказом от революционных идей. Анархисты были оставлены в роли tigres solitarios (грубо говоря, «одиноких тигров»); Попытки массовой организации, как в Пакте Союза и Солидарности, имели некоторый эфемерный успех, но были обречены на провал.
Отсутствие революционной организации заставило многих анархистов совершать акты насилия в виде прямого действия. В 1878 году молодой бондарь Хуан Олива Монкаси, совершил покушение на короля Альфонсо XII. После этого прошли массовые аресты анархистских и профсоюзных активистов. В ответ на эти аресты в Каталонии начались забастовки, а в Андалусии стали поджигать помещичьи имения, что продолжалось около двух лет. 
Вспыхивали периодические восстания, в Хересе появилась секретная организация La Mano Negra («Чёрная рука»). В 1883 году крестьянами был убит содержатель деревенской таверны, подозреваемый в сотрудничестве с полицией. Расследовавший это дело офицер Гражданской гвардии заявил, что за убийством стоит «Чёрная рука», после чего начались аресты всех активных анархистов, к ним применялись пытки. В итоге большинство арестованных было освобождено, но около сотни судили, 19 из них были приговорены к смертной казни, из них казнили семерых. В начале 1892 года 4000 крестьян, вооружённых косами ворвались в Херес с криками «Да здравствует анархия!» и убили там нескольких лавочников. Это восстание было подавлено прибывшей в город кавалерийской частью, четверых его предводителей казнили. 
В 1893 году молодой анархист Паллас бросил бомбу в Мартинеса Кампоса, генерал-губернатора Барселоны, но промахнулся. Тем не менее его приговорили к смерти, после чего его друг Сантьяго Сальвадор взорвал бомбу в театре «Лицей», при этом погибло 20 человек. Шесть человек погибли в июне 1896 года, когда на процессию тела Христова в Барселоне была брошена бомба. Полиция приписала этот акт анархистам, которых потом жестоко репрессировали. Целых 400 человек были доставлены в темницы крепости Монтжуих в Барселоне. Международное возмущение последовало за сообщениями о том, что заключенных подвергали жестоким пыткам: мужчины свисали с потолков, гениталии были скомканы и сожжены, ногти вырваны. Несколько человек умерли, прежде чем предстали перед судом, а пятеро были в конечном итоге казнены. Итальянский анархист Микеле Ангиолилло убил премьер-министра Испании Антонио Кановаса в 1897 году, отчасти в качестве возмездия за репрессии в Барселоне.
Идея анархизма распространялась во многих периодических изданиях, таких как El Socialismo, созданная Фермином Сальвочеа. Сальвочеа считается одним из первых пионеров в распространении и организации по анархистской линии.

### Рост синдикализма
Терроризм со стороны экстремистов стал менее распространенным в начале XX века. Анархисты увидели очевидную необходимость в форме прямого действия, способного свергнуть государство и капитализм. Идея синдикализма стала популярной (или, после начала 1920-х годов, анархо-синдикализм, чтобы отличаться от реформистского синдикализма в других частях Европы). Пуристские «анархистские коммунисты» не желали принимать синдикалистские идеи, но вскоре эти две группы стали неразличимы.
Появилась новая организация, Федерация рабочих обществ Испанского региона, которая была создана в 1900 году. Организация приняла синдикализм на основе социалистических либертарных принципов. Успех синдикализма был быстрым: всеобщая забастовка охватила всю Испанию в течение года. Многие из этих забастовок не имели видимого руководства, но были инициированы исключительно рабочим классом. В отличие от реформистских забастовок, многие из этих бастующих не выдвигали чётких требований (или намеренно абсурдных требований; например, требование предоставления семи с половиной часов отдыха в восьмичасовой рабочий день); в некоторых случаях рабочие требовали не меньше, чем конец капитализму. Испанское правительство резко отреагировало на эти события, и Федерация рабочих обществ была подавлена. Но децентрализованная природа анархо-синдикализма сделала невозможным полное уничтожение, а попытки сделать это только укрепили дух сопротивления.

#### «Трагическая неделя»
Два события произошедшие в 1909 году подстрекали ещё одну всеобщую забастовку в Барселоне. Текстильные фабрики были закрыты, уволено 800 рабочих. По всей отрасли зарплаты сокращались. Рабочие, даже за пределами текстильной промышленности, планировали всеобщую забастовку. Примерно в то же время правительство объявило, что военные резервы будут призваны сражаться в Марокко, где племена рифов сражались с испанскими войсками. Резервисты, в основном работающие люди, не стремились рисковать своей жизнью или убивать других, чтобы защитить то, что они охарактеризовали как интересы испанских капиталистов (боевые действия блокировали маршруты к шахтам и замедляли бизнес). Начались антивоенные митинги по всей стране, и разговоры о всеобщей забастовке можно было услышать где угодно.
Забастовка началась в Барселоне 26 июля, через несколько недель после объявления о резерве. Она быстро развилась в широко распространенное восстание. Ансельмо Лоренсо писал в письме: «В Барселоне вспыхнула социальная революция, и она была начата людьми. Никто не руководил ею. Ни либералы, ни каталонские националисты, ни республиканцы, ни социалисты, ни анархисты». Полицейские участки подверглись нападению. Железнодорожные пути, ведущие в Барселону, были разрушены. На улицах возникли баррикады. Восемьдесят церквей и монастырей были разрушены членами Радикальной партии (которые, как правило, были гораздо менее «радикальными», чем анархисты или социалисты), и шесть человек были убиты во время беспорядков. После восстания около 1700 человек были обвинены по различным обвинениям. Большинство было отпущено, но 450 были приговорены. Двенадцать получили пожизненное заключение и пятеро были казнены, в том числе Франсеск Феррер, который даже не был в Барселоне во время восстания.
После «Трагической недели» правительство начало репрессировать диссидентов в более широком масштабе. Профсоюзы были подавлены, газеты были запрещены, а либертарные школы были закрыты. В Каталонии было введено военное положение до ноября. Вместо того, чтобы сдаться, испанский рабочий класс ободрился и стал более революционным, чем раньше, поскольку рабочие приняли синдикализм как революционную стратегию.

#### Создание Национальной конфедерации труда
В октябре 1910 года был создан профсоюз Confederación Nacional del Trabajo (CNT). В 1912 году, после ряда забастовок и столкновений с полицией, власти его запретили. Тем не менее, к 1919 году эта организация насчитывала 700 000 членов.